# 荷塘月色 (散文)
《荷塘月色》是中國著名文學家朱自清任教清華大學時所寫的一篇散文，描寫清華荷塘月色之美，抒發沉鬱的心情。此文文筆優美、想象豐富，因收入中國大陸地區及香港的中學語文教材而廣為人知。

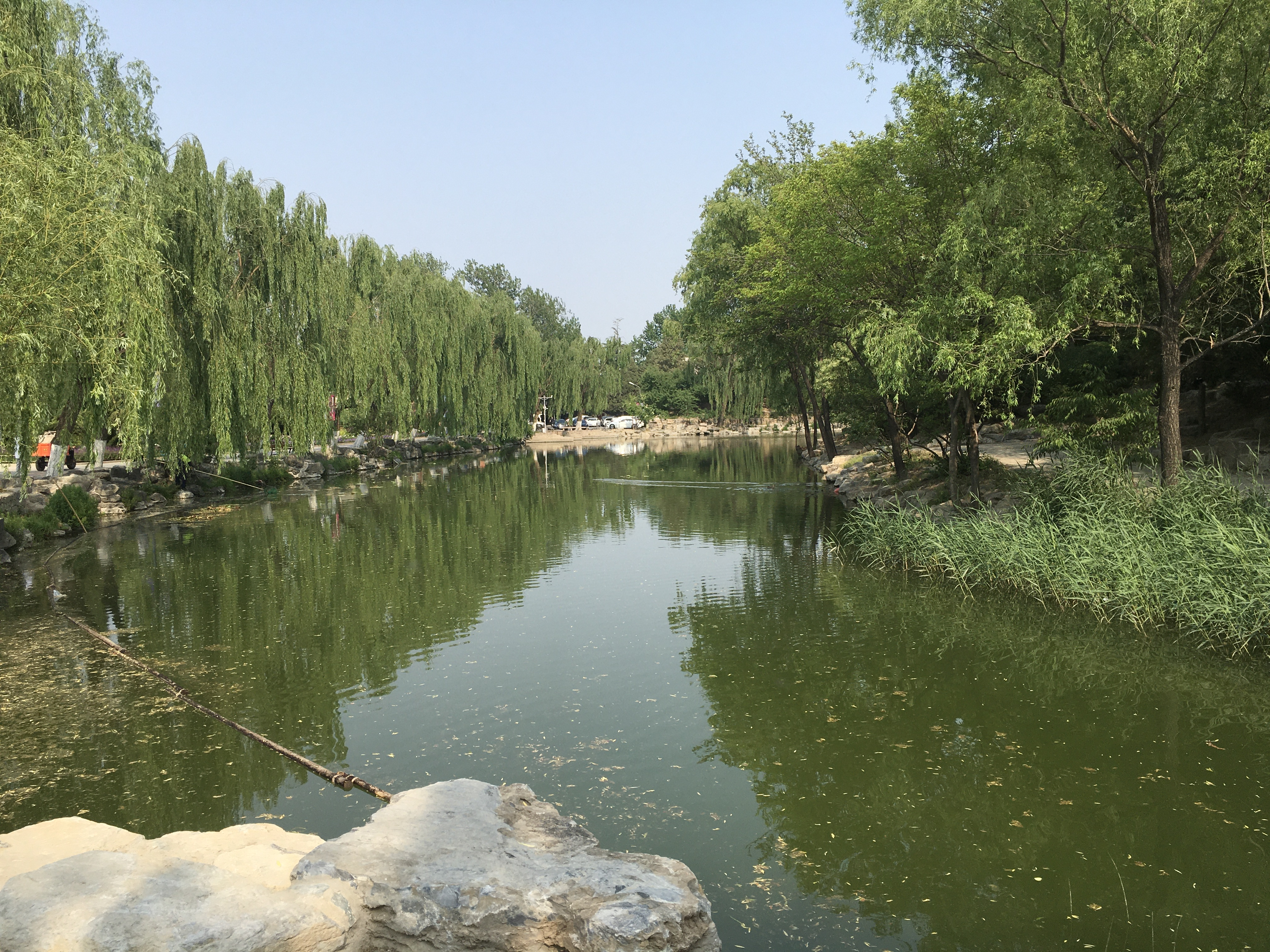
清華大學荷塘

## 相關評論
葉聖陶說《荷塘月色》「都有點做作，太過於注重修辭，不怎麼自然」。這幾篇散文「論文字，平穩清楚，找不出一點差池，可是總覺得缺少一個靈魂，一種口語里所包含的生氣」。韓寒稱：「我從不覺得《荷塘月色》是哪門子好文章，為什麼編教材的置朱自清這麼多好文章不選偏選一篇堆砌詞藻華麗空洞的《荷塘月色》？」洛夫也認為：「既空洞而又濫情。」
旅美學人夏志清則認為《荷塘月色》這些文字「『美』得化不開……讀了實在令人肉麻」，「其實朱自清五四時期的散文（《背影》可能是唯一的例外），讀後令人肉麻，那裡比得上琦君？」，「《背影》究竟不是韓愈的《祭十二郎文》，蘇軾的《前赤壁賦》這樣擲地有金石聲的好文章，用不着當它為中國散文的代表作來代代傳誦。」，至於《匆匆》、《荷塘月色》等名文則「文品太低，現在一般副刊上的散文（且不論名家的），調子都比《匆匆》高」，「即使最著名的《背影》，文中作者流淚的次數太多了……虧得胖父親上下月台買橘子那段文字寫得好，否則全文實無感人之處。」。
余光中表示「他的句法變化少，有時嫌太俚俗繁瑣，且帶點歐化。他的譬喻過分明顯，形象的取材過分狹隘，至於感性，則仍停閨在農業時代，太軟大舊……用古文大家的水準和分量來衡最，朱自清還夠不上大師。置於近30年來新一代散文家之列，他的背影也已經不高大了，在散文藝術的各方面，都有新秀跨越了前賢。」